# Gran Premio Torres Vedras-Trofeo Joaquim Agostinho
El Gran Premio Torres Vedras-Trofeo Joaquim Agostinho (oficialmente: GP Internacional Torres Vedras-Trofeu Joaquim Agostinho) es una carrera ciclista profesional por etapas portuguesa que se disputa en el Distrito de Lisboa, en la ciudad de Torres Vedras y sus alrededores, en el mes de julio. El nombre del trofeo es un homenaje al afamado ciclista portugués Joaquim Agostinho.
Se disputa desde 1978 ininterrumpidamente.
Desde 2009 consta de 4 etapas.

## Palmarés
| Año  | Ganador               | Segundo                | Tercero              |
| ---- | --------------------- | ---------------------- | -------------------- |
| 1978 | Carlos Santos         | Firmino Bernardino     | Elias Campos         |
| 1979 | Firmino Bernardino    | Carlos Santos          | Elias Campos         |
| 1980 | Alexandre Ruas        | Firmino Bernardino     | Rui Azevedo          |
| 1981 | Venceslau Fernandes   | Adelino Teixeira       | Fernando Fernandes   |
| 1982 | José Xabier           | Eduardo Correia        | Carlos Ferreira      |
| 1983 | Hardy Gröger          | Frank Herzog           | Jacinto Paulinho     |
| 1984 | Fernando Fernandes    | Patrice Thevenard      | Alberto Leal         |
| 1985 | José María Barcala    | Antonio Fernandes      | Fernando Carvalho    |
| 1986 | Piotr Ugrumov         | Jonas Romanovas        | Marco Chagas         |
| 1987 | Americo Silva Neves   | Joao Santos Leitao     | Evgueni Antonovitch  |
| 1988 | Jacinto Coelho        | Oleg Logvine           | Evgueni Antonovitch  |
| 1989 | Rui Duro Aldeano      | Arsenio González       | Delmino Pereira      |
| 1990 | Joaquim Gomes         | Alberto Leanizbarrutia | Arsenio González     |
| 1991 | Viktor Klimov         | Joaquim Gomes          | Juan Carlos Gallega  |
| 1992 | João Silvao           | Manuel Correis         | Petr Petrov          |
| 1993 | Joaquim Sampaio       | Delmino Pereira        | Quintino Fernandes   |
| 1994 | Joaquim Gomes         | Orlando Rodrigues      | Juan Rodrigo Arenas  |
| 1995 | Orlando Rodrigues     | Cássio Freitas         | Joaquim Sampaio      |
| 1996 | Joaquim Sampaio       | Manuel Abreu Campos    | Fabian Jeker         |
| 1997 | Delmino Pereira       | Joaquim Gomes          | Richard Chassot      |
| 1998 | José Azevedo          | Vítor Gamito           | Frederic Vifian      |
| 1999 | Juan Carlos Guillamón | José Azevedo           | Michele Laddomada    |
| 2000 | Youri Sourkov         | David Bernabéu         | Davide Tonucci       |
| 2001 | Adrián Palomares      | Antonio Pérez          | Steffen Weigold      |
| 2002 | David Bernabéu        | Vladimir Karpets       | Pedro Arreitunandia  |
| 2003 | Fabian Jeker          | Lander Ziarrusta       | Alejandro Valverde   |
| 2004 | David Bernabéu        | Nelson Vitorino        | Danail Petrov        |
| 2005 | Gerardo Fernández     | Vitor Rodrigues        | Danail Petrov        |
| 2006 | Danail Petrov         | Bruno Pires            | David Blanco         |
| 2007 | Xavier Tondo          | Eladio Jiménez         | Héctor Guerra        |
| 2008 | Tiago Machado         | Jesús Buendía          | David Bernabéu       |
| 2009 | Héctor Guerra         | Tiago Machado          | João Cabreira        |
| 2010 | Cândido Barbosa       | David Blanco           | Santi Pérez          |
| 2011 | Ricardo Mestre        | Sérgio Ribeiro         | Alejandro Marque     |
| 2012 | Ricardo Mestre        | Iker Camaño            | José Gonçalves       |
| 2013 | Eduard Prades         | Edgar Pinto            | Henrique Casimiro    |
| 2014 | Delio Fernández       | Víctor de la Parte     | Edgar Pinto          |
| 2015 | João Benta            | Delio Fernández        | Alberto Gallego      |
| 2016 | Rinaldo Nocentini     | Hernâni Broco          | Raúl Alarcón         |
| 2017 | Amaro Antunes         | Rinaldo Nocentini      | Frederico Figueiredo |
| 2018 | José Fernandes        | Henrique Casimiro      | Joni Brandão         |
| 2019 | Henrique Casimiro     | José Fernandes         | Sérgio Paulinho      |
| 2020 | Frederico Figueiredo  | Luis Gomes             | Luís Mendonça        |
| 2021 | Frederico Figueiredo  | José Fernandes         | Jokin Murguialday    |
| 2022 | Frederico Figueiredo  | Joan Bou               | Tiago Antunes        |
| 2023 | Mauricio Moreira      | Artem Nych             | Frederico Figueiredo |
| 2024 | Orluis Aular          | Afonso Eulálio         | Artem Nych           |
| 2025 | Alexis Guérin         | Sebastian Berwick      | Jesús David Peña     |

## Palmarés por países
| País                    | Victorias |
| ----------------------- | --------- |
| Portugal                | 28        |
| España                  | 9         |
| Unión Soviética + Rusia | 2         |
| Alemania                | 1         |
| Kazajistán              | 1         |
| Suiza                   | 1         |
| Argentina               | 1         |
| Bulgaria                | 1         |
| Italia                  | 1         |
| Uruguay                 | 1         |
| Venezuela               | 1         |
| Francia                 | 1         |